# Liste des épisodes de The Originals

Cet article présente la liste des épisodes de la série télévisée américaine The Originals.

## Panorama des saisons
| Saisons | Épisodes | Diffusion       | Diffusion       |
| Saisons | Épisodes | Premier épisode | Dernier épisode |
| ------- | -------- | --------------- | --------------- |
| 1       | 22       | 3 octobre 2013  | 13 mai 2014     |
| 2       | 22       | 6 octobre 2014  | 11 mai 2015     |
| 3       | 22       | 8 octobre 2015  | 20 mai 2016     |
| 4       | 13       | 17 mars 2017    | 23 juin 2017    |
| 5       | 13       | 18 avril 2018   | 1er août 2018   |

## Season 5

### Pilote hors-saison (2013)
- Le Retour du roi (The Originals) (épisode pilote[1] de la série et épisode 20 de la quatrième saison de la série Vampire Diaries[1])

### Première saison (2013-2014)
Composée de vingt-deux épisodes, elle a été diffusée du 3 octobre 2013 au 13 mai 2014 sur The CW, aux États-Unis.
1. Retour à la Nouvelle-Orléans (Always and Forever)
2. À la reconquête du royaume (House of the Rising Son)
3. Les Amants maudits (Tangled Up Blue)
4. Nouvelles Alliances (Girl in New Orleans)
5. Le Rituel de la moisson (Sinners and Saints)
6. Le Fruit empoisonné (Fruit of the Poisoned Tree)
7. Sauver l'espèce (Bloodletting)
8. La Fièvre du pouvoir (The River in Reverse)
9. Les Deux Rois (Reigning Pain in New Orleans)
10. Le Signe prémonitoire (The Casket Girls)
11. Après moi, le déluge (Après Moi, Le Déluge)
12. Magie noire (Dance Back From the Grave)
13. Changement de pouvoir (Crescent City)
14. Un secret bien gardé (Long Way Back from Hell)
15. Famille décomposée (Le Grand Guignol)
16. Pour toujours et à jamais (Farewell to Storyville)
17. Tous rivaux (Moon Over Bourbon Street)
18. La Fête des sorcières (The Big Uneasy)
19. Point de rupture (An Unblinking Death)
20. Le Pacte des louves (A Closer Walk with Thee)
21. À feu et à sang (The Battle of New Orleans)
22. Le Dernier Espoir (From a Cradle to a Grave)

Source des titres originaux
 Source des titres français,

### Deuxième saison (2014-2015)
Elle a été diffusée du 6 octobre 2014 au 11 mai 2015 sur The CW, aux États-Unis.
1. Renaissance (Rebirth)
2. Les Parents terribles (Alive and Kicking)
3. L'Invitation (Every Mother's Son)
4. Carnaval éternel (Live and Let Die)
5. Derrière la porte... (Red Door)
6. Le Poids de la haine (Wheel Inside the Wheel !)
7. En plein cœur (Chasing the Devil's Tail)
8. Le Bon côté (Brothers That Care Forgot)
9. Seconde peau (The Map of Moments)
10. La Prison (Gonna Set Your Flag On Fire)
11. L'Armée de damnés (Brotherhood of the Damned)
12. Confidences (Sanctuary)
13. Le Serment d'allégeance (The Devil Is Damned)
14. Je t'aime, adieu (I Love You, Goodbye)
15. La Course du temps (They All Asked for You)
16. Sauvez mon âme (Save My Soul)
17. Le Rite des Neuf (Exquisite Corpse)
18. Les Yeux de la nuit (Night Has a Thousand Eyes)
19. L'Ultimatum (When the Levee Breaks)
20. L'Origine de la haine (City Beneath the Sea)
21. La Malédiction de la reine (Fire with Fire)
22. Anéanti / Et poussière, tu retourneras... (Ashes to Ashes)

Source des titres originaux
Source des titres vf

### Troisième saison (2015-2016)
Elle est diffusée depuis le 8 octobre 2015, désormais après The Vampire Diaries sur The CW, aux États-Unis.
1. Démonstration de force (For the Next Millennium)
2. Sombres présages (You Hung the Moon)
3. La Nouvelle Lignée (I’ll See You in Hell or New Orleans)
4. Le Gala initiatique (A Walk on the Wild Side)
5. Révélations douloureuses (The Axeman's Letter)
6. Une magnifique erreur (Beautiful Mistake)
7. Sortez les couteaux! (Out of the Easy)
8. Les Rivales (The Other Girl in New Orleans)
9. La Parenthèse (Savior)
10. Dans l'ombre des vivants (A Ghost Along the Mississippi)
11. La Rage au coeur (Wild at Heart)
12. La Tête des Strix (Dead Angels)
13. Chassez le surnaturel (Heart Shaped Box)
14. La Fin de l'emprise (A Streetcar Named Desire)
15. Oublie-moi (An Old Friend Calls)
16. Seul avec les autres (Alone with Everybody)
17. Plus fort que tous (Behind the Black Horizon)
18. Morsure fatale (The Devil Comes Here and Sighs)
19. Repos éternel (No More Heartbreaks)
20. Victoire sans lendemain (Where Nothing Stays Buried)
21. Mensonges et conséquences (Give 'Em Hell Kid)
22. Le roi est mort, vive le roi! (The Bloody Crown)

### Quatrième saison (2017)
Cette saison de treize épisodes a été diffusée à partir du 17 mars 2017 sur The CW, aux États-Unis.
1. Le Poids de la couronne (Gather Up the Killers)
2. Pas de quartier (No Quarter)
3. Les Possédés (Haunter of Ruins)
4. La Peur du néant (Keepers of the House)
5. Il n'en restera qu'un (I Hear You Knocking)
6. Le Nœud de vipères (Bag of Cobras)
7. L'Appel aux ancêtres (High Water and a Devil's Daughter)
8. La Légende d'Inadu (Voodoo in My Blood)
9. L'Un ou l'autre (Queen Death)
10. Voyage dans l'inconscient (Phantomesque)
11. La Force de l'esprit (A Spirit Here That Won't Be Broken)
12. L'Enfant roi (Voodoo Child)
13. Serment brisé (The Feast of All Sinners)

### Cinquième saison (2018)
Cette cinquième et dernière saison de treize épisodes est diffusée à partir du 18 avril 2018 sur The CW.
1. Aux quatre coins du monde (Where You Left Your Heart)
2. ...Avant la tempête (One Wrong Turn On Bourbon)
3. Ne me quitte pas (Ne Me Quitte Pas)
4. Entre le pire et le moindre mal (Between the Devil and the Deep Blue Sea)
5. Haine ancestrale (Don't It Just Break, Your Heart)
6. Guet-apens (What, Will, I, Have, Left)
7. En eau trouble (God's Gonna Trouble the Water)
8. Prison mentale (The Kindness of Strangers)
9. Le temps qui nous reste (We Have Not Long to Live)
10. Rendez-vous de l'autre côté (There in the Disappearing Light)
11. La force de l'amour ('Til the Day I Die)
12. La transformation (The Tale of Two Wolves)
13. Le sacrifice de Klaus (When the Saints Go Marching In)